# هری هاموند هس
هری هاموند هس (زاده ۲۴ مه ۱۹۰۶ برابر با ۲ خرداد ۱۲۸۵ – درگذشته ۲۵ اوت ۱۹۶۹برابر با ۳ شهریور ۱۳۴۸) زمین‌شناس آمریکایی و افسر نیروی دریایی ایالات متحده در جنگ جهانی دوم بود و همچنین یکی از «پدران» نظریه یگانگی بخش تکتونیک صفحه‌ای  می‌باشد. او نظریه‌هایی را در باره گسترش کف دریا ، به‌ویژه در روابط میان قوس‌های جزیره ، ناهنجاری‌های گرانشی کف دریا، و پریدوتیت سرپانتینه‌ شده بیان کرد، که نشان می‌دهد همرفت در گوشته زمین، نیروی محرکه این فرآیند است.

## سنین جوانی و تحصیل
هری هاموند هس ،در خانواده جولیان هس و الیزابت انگل هس در ۲۴ می ۱۹۰۶ در شهر نیویورک  زاده شد. او یادگیری را در دبیرستان آسبری پارک در آسبری پارک، نیوجرسی به پایان رساند و در سال ۱۹۲۳ ، وارد دانشگاه ییل شد، جایی که می خواست در رشته مهندسی برق تحصیل کند، اما درپایان با مدرک لیسانس در زمین شناسی دانش آموخته شد. هس برای بار نخست در رشته کانی شناسی در دانشگاه ییل شکست خورد و به او گفتند که آینده ای در این زمینه نیست.  با وجود این، او یادگیری خود را ادامه داد و زمانی که جنگ جهانی دوم اعلام شد در پرینستون به تدریس زمین شناسی سرگرم بود.  او دو سال را به عنوان زمین شناس کاوشی در رودزیای شمالی گذراند. وی در سال ۱۹۳۴ با آنت برنز ازدواج کرد. 

## پیشه نظامی و جنگی
هس در جنگ جهانی دوم به نیروی دریایی ایالات متحده پیوست و ناخدای یک کشتی ترابری تهاجمی مجهز به فناوری جدید سونار به نام ، ناو یو اس اس <i id="mwSQ">کیپ جانسون</i> شد. این رده به او در نظریه گسترش کف دریا کمک کلیدی کرد. هس با موشکافی ،مسیرهای سفر خود را برای پهلوگیری از اقیانوس آرام به ماریانا ، فیلیپین و ایوو جیما دنبال می‌کرد. بکار گیری ژرفایابی پژواکی کشتی‌اش ،هس را قادر ساخت تا نیمرخ های کف اقیانوس را در سراسر اقیانوس آرام شمالی گرد آوری کند، که منجر به یافتن آتشفشان های زیردریایی با رویه هموار شد، و او آنها را گویوت نامید ( به نام جغرافیدان قرن ۱۹ ، آرنولد هنری گیوت ). پس از جنگ، او در نیروی دریایی ذخیره ماند و به رده دریابان رسید.

## اکتشافات علمی
در سال ۱۹۶۰، هس مهم ترین سهم خود را در دانش انجام داد، که بخشی از پیشرفت بزرگ در دانش زمین شناسی سده بیستم در نظر گرفته می شود. در گزارشی او این نظریه را  پیش کشید که اکنون، به طور کلی پذیرفته شده است که پوسته زمین به صورت جانبی از پشته های اقیانوسی طولانی و فعال آتشفشانی دور شده است که به گونه ای گسترده در دفتر پژوهش های دریایی پخش شد،. او پس از آن که ماری تارپ و بروس هیزن (۱۹۵۳، گروه لامونت ) شکاف بزرگ جهانی را که در راستای شیار میان-اطلسی جریان داشت، کشف کردند، نیمرخ کف اقیانوس خود را در سراسر اقیانوس آرام شمالی درک کرد.   سپس این فرآیند کهگسترش بستر دریا نامگذاری شد ،به استوار کردن رانش قاره که مفهوم پیشین آلفرد وگنر بود (و در آن زمان نادیده گرفته شده) به عنوان نظر علمی قابل احترام و ارزنده ،کمک کرد. این امر مایه دگرگونی در دانش زمین شناسی شد.  گزارش هس به گونه ای رسمی در تاریخ حوضه های اقیانوسی (سال ۱۹۶۲)  منتشر شد که برای مدتی تنها اثر مورد اشاره در ژئوفیزیک زمین جامد بود.  همچنین هس در بسیاری از تلاش‌های علمی دیگر، مانند برنامه Mohole (۱۹۵۷-۱۹۶۶)، پژوهش در مورد امکان‌سنجی و شیوه های حفاری در اعماق دریا، شرکت داشت.

## مرگ

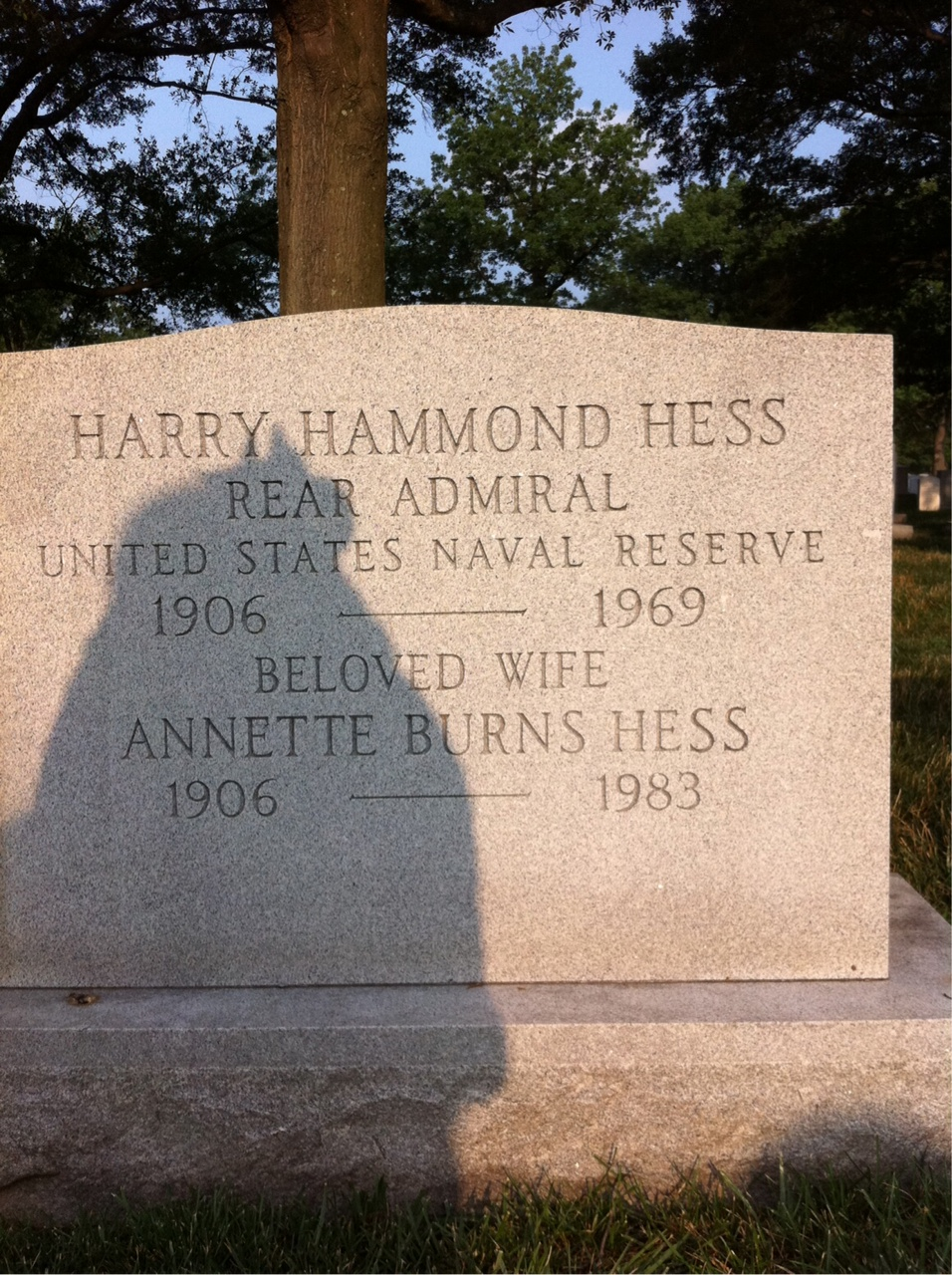
قبر در گورستان ملی آرلینگتون

در ۲۵ اوت ۱۹۶۹ ، هس هنگامی که سرپرستی نشست هیئت علمی فضایی آکادمی ملی علوم را بر دوش داشت، بر اثر حمله قلبی در وودز هول، ماساچوست درگذشت. او در گورستان ملی آرلینگتون به خاک سپرده شد و پس از مرگ او جایزه خدمات همگانی ممتاز سازمان ملی هوانوردی و فضایی را دریافت کرد.